# Internationale Dokumentation Elektroakustischer Musik
Die Internationale Dokumentation Elektroakustischer Musik (EMDoku) ist eine umfangreiche Online-Datenbank, die detaillierte Informationen zu 61.650 Werken der Elektroakustischen Musik, 13.860 Autoren sowie zu 6.520 Medien (CD, DVD, Tonband, file etc.), 895 Labels und 382 Studios umfasst (Stand: 1. April 2025). 
Elektroakustische Musik wird als Sammelbegriff für Tonbandmusik, akusmatische Musik, elektronische Musik, Musique concrète, Field Recordings, Computermusik, Radiokunst, Klangkunst, Klanginstallationen, Live-Elektronik etc. verstanden und schließt vielfältige Aufführungsformen in Konzertsälen, öffentlichen Räumen, Rundfunk, Ballett, Film, Installationen, im Internet sowie in kommerziellen Medien ein (⅔ der EMDoku-Werke sind nicht auf Medien veröffentlicht).
Neben musik- und medienwissenschaftlichen Recherchen soll die Dokumentation eine historisch informierte Aufführungspraxis und Interpretationsforschung ermöglichen. Sie wurde als eine „wesentliche Initiative“ zur Erschließung und Archivierung dieses Repertoires gewürdigt.

## Geschichte
Anlässlich des Projekts Berlin Kulturstadt Europas, E88 initiierte Folkmar Hein, damaliger Leiter des Elektronischen Studios der TU Berlin, die Arbeit an dieser Dokumentation. Sie wurde erstmals 1992 in Buchform veröffentlicht („Dokumentation elektroakustischer Musik in Europa“). 1996 erschien im Pfau-Verlag die korrigierte und erweiterte Fassung unter dem Titel „Internationale Dokumentation elektroakustischer Musik“. Eine weitere Version erschien 2000 als Beilage zur Neuen Zeitschrift für Musik auf der CD-ROM Klangkunst in Deutschland. Seit 1996 ist die Datenbank-Domain emdoku.de online.
Die Dokumentation wird von der Deutschen Gesellschaft für Elektroakustische Musik unterstützt.